# Souheïl Ben Radhia
Souheïl Ben Radhia (Bizerte, 26 de agosto de 1985) é um futebolista profissional tunisiano que atua como defensor.

## Carreira
Souheïl Ben Radhia representou o elenco da Seleção Tunisiana de Futebol no Campeonato Africano das Nações de 2010.